# Nippon Life
Nippon Life Insurance Company (日本生命保険相互会社, Nihon Seimei Hoken Sōgo-gaisha), aussi connue comme Nissay (ニッセイ, Nissei) ou Nihon Seimei (日本生命) est la plus grande entreprise japonaise d'assurance vie.

## Histoire
En 1989, Nippon Life rachète 33% du Forum des Halles pour 500 millions de francs, puis revend cette participation à Unibail en 1995 avec une moins-value de 13%.
Dans les années 1990, Nippon Life est la plus grande société d'assurance au monde en termes de revenus sur primes (82,3 milliards de dollars en 1996).
En septembre 2015, Nippon Life acquiert 85 % de Mitsui Life, spécialisée dans l'assurance vie avec près de 10 000 employés, pour un montant estimée à entre 2,2 et 2,9 milliards d'euros,,.
En mars 2015, Nippon Life entre à hauteur de 1% dans le capital de la filiale japonaise d'Axa. En octobre 2015, National Australia Bank vend une participation de 80 % dans ses activités d'assurance vie à Nippon Life Insurance, pour 1,7 milliard de dollars. Fin 2017, Nippon Life acquiert 24,75% du fonds d'investissement américain TCW au groupe Carlyle. En 2019, Nippon Life et Reliance ADA se mettent d'accord pour que Nippon Life reprenne les actifs de Reliance au Japon,.